# Hermann Glettler
Hermann Glettler (Ubelbach, Estíria, 8 de janeiro de 1965) é um clérigo austríaco e mediador de arte. Ele é bispo diocesano católico romano da diocese de Innsbruck.
Hermann Glettler cresceu em Ubelbach. Durante sua viagem ao sul da França no verão de 1983 para os exames finais, ele entrou em contato com a comunidade Emmanuel. Como parte desse contato, cresceu seu desejo de se tornar padre. Ele se juntou à comunidade Emmanuel e estudou teologia e história da arte em Graz. Ele passou dois anos de seus estudos na Alemanha. Em 23 de junho de 1991 foi ordenado sacerdote para a diocese de Graz-Seckau.
Em 1997 tornou-se pároco na paróquia de Graz St. Andrä. A sua vida de sacerdote está muito marcada pela missão.
Em setembro de 2016, Hermann Glettler foi nomeado Vigário Episcopal para Caritas e Nova Evangelização.
Em 27 de setembro de 2017, o Papa Francisco nomeou Hermann Glettler Bispo de Innsbruck. Ele foi ordenado bispo em 2 de dezembro de 2017 no Salão Olímpico de Innsbruck pelo Arcebispo de Salzburgo, Franz Lackner OFM. Os co-consagradores foram o Bispo de Graz, Wilhelm Krautwaschl, e seu predecessor e Bispo de Linz, Manfred Scheuer. Quase 8.000 pessoas compareceram ao serviço de consagração.
Na Conferência Episcopal Austríaca, Hermann Glettler é membro da Comissão Episcopal para Missões Mundiais e Bispo Divisional para Casamento, Família e Proteção à Vida (Instituto de Antropologia Médica e Bioética/IMABE); Instituto do Casamento e Família/IEF; Fórum Relacionamento, Casamento e Família; comissão familiar; Arte e cultura e proteção de monumentos, bem como Pax Christi Áustria.